# Ringmaster (personaggio)
Ringmaster è un personaggio dei fumetti Marvel, è un patetico e sfortunato criminale con velleità da imbonitore circense.

## Biografia

### Tale padre...
Il padre di Ringmaster era un agente nazista che usava il suo circo come copertura per assassinare funzionari del governo degli Stati Uniti, smascherato da Capitan America, fu ucciso, assieme alla moglie, dai suoi connazionali come punizione per il suo fallimento.

### Gli esordi
Nella sua prima apparizione, Maynard, affiancato dal suo strampalato Circo del Crimine, riuscì a ridurre in schiavitù Hulk che, naturalmente, si liberò con facilità della combriccola. Successivamente, spostò il suo tendone a New York, dove combatté l'Uomo Ragno e Devil, la cui cecità gli impediva di cadere sotto il controllo di Ringmaster, diventando cruciale per la disfatta del criminale. Dopo questo fallimento fu scacciato dai propri compagni che decisero di mettersi in proprio ma, nel tentativo di privarli del bottino frutto di una rapina, finì arrestato insieme a loro. Dopo un tentativo fallito di ingaggiare per il suo Circo, Occhio di Falco, Quicksilver e Scarlet, Maynard attaccò la base dei Vendicatori, durante il matrimonio tra Calabrone e Wasp, subendo un'altra umiliante sconfitta.

### Di nuovo in pista
Dopo numerosi scontri con i più svariati supereroi, si sottopone ad un intervento chirurgico che gli permette di ipnotizzare le persone tramite gli occhi, scarcerato è preso in custodia da Doc Samson che lo ingaggia per assisterlo nella terapia su Bruce Banner. In seguito, ottiene un ulteriore potenziamento grazie un anello realizzato con frammenti di un Cubo Cosmico, con esso mette a ferro e fuoco New York fino a quando il Punitore non lo ferma sparandogli al dito. Durante Civil War, Ringmaster, assieme ad altri criminali riuniti da Testa di Martello, è catturato da Iron Man e dallo S.H.I.E.L.D..

### Exploit recenti
Un tentativo di rapinare i ricchi ospiti dell'Hotel Metropol è fermato da Occhio di Falco e Kate Bishop. Successivamente, Maynard ipnotizza alcuni anziani, costringendoli a rubare per lui, ma a mettergli i bastoni tra le ruote ci pensa Howard il papero.

## Poteri e abilità
Inizialmente, Ringmaster era dotato di un cappello su cui era applicato un disco rotante che gli permetteva il controllo delle menti altrui, amplificando il suo naturale talento ipnotico. Con un successivo upgrade, due dischi ipnotici gli sono stati chirurgicamente innestati negli occhi, questi impianti gli permettono di dominare mentalmente singoli individui ma richiedono ancora l'uso del cappello per ipnotizzare grandi folle. Individui dotati di grande forza di volontà o privi della vista sono in grado di resistere all'ipnosi.